# Oude Markt (Lovanio)
L'Oude Markt (in italiano "Mercato Vecchio") è una piazza rettangolare che si trova nel centro di Lovanio, nel Brabante Fiammingo ed è popolata soprattutto da bar e caffè, motivo per il quale è soprannominata il "bar più lungo d'Europa".

## Storia ed edifici
In quanto storica residenza dei conti di Lovanio, nel 1150 la piazza ottenne i diritti per tener un mercato, cosa che diede un notevole impulso alle attività economiche. Durante il XX secolo diverse parti del mercato sfuggirono ai bombardamenti delle due guerre mondiali ma, nonostante questo, furono necessari dei restauri.
La piazza presenta un acciottolato ed è circondata da numerosi edifici storici, alcuni dei quali risalenti al XVIII secolo, tra cui l'ala classicista dell'aula universitaria della Vecchia università di Lovanio, che ospitò la biblioteca universitaria fino alla sua distruzione nel 1914. All'estremità meridionale della piazza è ben visibile la facciata dell'Heilige Drievuldigheidscollege.

## Eventi
Ogni anno, nelle prime tre settimane di settembre, nella piazza si tiene la fiera di Lovanio e a fine settembre si dà il benvenuto agli studenti.
Dal 1989 la piazza è sede del Beleuvenissen, una serie di concerti che ruotano attorno a un tema specifico e che viene organizzata ogni venerdì di luglio.